# Saint-Vivien (Dordogne)
Saint-Vivien település Franciaországban, Dordogne megyében. Lakosainak száma 238 fő (2022. január 1.). Saint-Vivien Montpeyroux, Montazeau, Vélines és Bonneville-et-Saint-Avit-de-Fumadières községekkel határos.

## Népesség
A település népessége az elmúlt években az alábbi módon változott:
| Lakosok száma | 274  | 250  | 242  | 280  | 274  | 265  | 250  | 245  | 242  | 238  |
|               | 1968 | 1982 | 1990 | 2006 | 2013 | 2015 | 2017 | 2019 | 2020 | 2022 |